# Valvaland
Valvaland (persiska: وَلووَند, وَلوَند, Valūvand, ولولند) är en ort i Iran.   Den ligger i provinsen Mazandaran, i den norra delen av landet, 150 km nordost om huvudstaden Teheran. Valvaland ligger 6 meter över havet och antalet invånare är 189.
Terrängen runt Valvaland är platt. Runt Valvaland är det ganska tätbefolkat, med 96 invånare per kvadratkilometer. Närmaste större samhälle är Babol, 9,9 km väster om Valvaland. Trakten runt Valvaland består till största delen av jordbruksmark.